# Louise Marmont
Louise Marmont, född 22 maj 1967 i Jönköping, är en svensk curlare, som blev olympisk bronsmedaljör i Nagano 1998. Marmont deltog även i  olympiska vinterspelen 2002 i Salt Lake City, där det svenska laget kom på en sjätteplats. Jobbar nu som lärare i Sundsvall. Louise har även två söner, Ture och Henrik, som är födda 2004 respektive 2007.